# Antoni Planas Franch
Antoni Planas i Franch (1845 - 1916) fou un marí, financer i polític mallorquí que va ser batle de Palma.
Com a capità de la marina mercant va comandar, entre d'altres, la polacra-goleta Nuestra Señora del Carmen, el bergantí-goleta Matanzas (1874-1878), i el vapor Bellver (1880-1884).
Abandonà aquesta activitat per dedicar-se a les finances. El seu principal soci fou Pere Martínez Rosich amb qui va fundar la "Banca Martínez-Planas" a finals de la dècada de 1880. En aquesta època va iniciar la seva carrera política seguint l'evolució d'Antoni Maura, passant del Partido Liberal Dinástico al Partit Conservador. Va ser regidor de l'Ajuntament de Palma des de finals d'aquella dècada, el 1894 Tinent de Batle i membre de la Comissió d'enderrocament de les Murades de la Ciutat, i va ocupar la batlia de Palma entre el 8 de gener de 1903 i el 2 d'agost de 1905. Va ser aixímateix President de la Junta d'Obres de Port (1901-1912), Consol honorari del Perú i President del Club de Regates de Palma. El febrer de 1908, amb altres socis, va constituir la Societat que va construir i explotar el Teatro Balear.
El 13 d'agost de 1904 Alfons XIII li atorgà la Gran Creu d'Isabel la Catòlica i té un carrer dedicat a ciutat de Mallorca.
| Precedit per: Antonio Rosselló Gómez | Batle de Palma 1903 - 1905 | Succeït per: Jaume Font Monteros |